# Pedra do Anta
Pedra do Anta est une municipalité brésilienne de l'État du Minas Gerais et la microrégion de Viçosa.